# 1094 (عدد)
ألف وأربعة وتسعون 1094 هو عدد صحيح، يلي العدد 1093 وويسبق العدد 1095.

## في الرياضيات

### خصائص
- عدد طبيعي.[3]
- عدد زوجي.[4][5]
- عدد موجب،[6] السالب منه هو -1094.[7]

## في التاريخ
- 1094 هـ هي سنة في التقويم الهجري.
- هي سنة 1094 م في التقويم الميلادي.

## وصلات خارجية
الأعداد الصاتمة، ديوان اللغة العربية.